# カラクテーのカイキリオス
カラクテーのカイキリオス（英: Caecilius of Calacte）は、アウグストゥスの治世の古代ローマで活躍したギリシア語弁論家。カラクテーは現在のシチリア島カロニーアである。
元はアルカガトスという名であったがメテッリー家の一員であった彼のパトロンの名を貰いカイキリオスと名乗るようになった。スーダ辞典によるとカイキリオスは奴隷の両親に生まれ、ユダヤ教徒であった。ハリカルナッソスのディオニュシオスと並びアウグストゥスの時代の最も重要な批評家であり弁論家であった。

## 著作（断片）
多くの作品を書いたが断片しか現存しない。
- 『プリュギア人への反論』 - アジア風文体（英語版）の装飾的な弁論スタイルへの攻撃だったと考えられる。

- 『十大弁論家の特徴について』 - アッティカ十大雄弁家の伝記と作品の講評。この書を参考にしたプルタルコスの偽書とされる同名の書物が残っているが、そこでもカイキリオスの名は何度も挙がっている。

- 『崇高さについて』 - ロンギヌスの同じ主題を取り上げた書物の中で攻撃の対象とされている。

- 『奴隷戦争について』

- 『弁論術並びに弁論家について』 - 本格的なアッティカ方言の弁論への手引きを企図したアルファベット順のフレーズ集である。スーダ辞典の前文に言及がある。

## 参考
- この記事にはアメリカ合衆国内で著作権が消滅した次の百科事典本文を含む: Chisholm, Hugh, ed. (1911). "Caecilius, of Calacte". Encyclopædia Britannica (英語). Vol. 4 (11th ed.). Cambridge University Press. p. 933.
- Encyclopaedia Britannica Caecilius Of Calacte